# Длето
Длетото е инструмент, със специфично оформен режещ ръб на острието си, използван за резбарство, издълбаване или изрязване на твърди материали като дърво, камък и метал, чрез удари с чук, натиск с ръка или механична сила. Длетото се състои от дръжка и острие. Дръжката е изработена от дърво или пластмаса като в горния и долния край тя има метални пръстени, които не позволяват разцепването на дървото при ударите с чук. Длетото притежава острие от закалена и шлифована стомана с различна форма и размери за изпълнение на различни задачи по обработката.
В непрофесионалните среди длетото често се заменя и използва вместо секач.